# 赤い玉の伝説
「赤い玉の伝説」（あかいたまのでんせつ）は、日本のヘヴィメタルバンド・聖飢魔IIの12枚目の小教典（シングル）。B.D.8年（1991年）1月21日に発布された。

## 解説
映画『陽炎』（主演：樋口可南子）の主題歌として作曲された。曲の最後には「往生しなっせ!」との樋口のセリフが収録されており、テレビ朝日系の歌番組『ミュージックステーション』に聖飢魔IIが出演したときにはデーモン小暮がこのセリフを言った。
また映画『陽炎II』（主演：高島礼子）公開に伴い、19枚目の小教典として「赤い玉の伝説（リマスター・ヴァージョン）」がB.D.3年（1996年）2月1日に発布された。セリフも高島のものに差し替えられている。
1991年2月5日に安部譲二がさやま友香とのデュエットで「伝説の“赤い玉”」という曲をリリースしており、デーモン小暮がラジオ番組において言及したことがある。

## 収録曲

### 赤い玉の伝説
1. 赤い玉の伝説
  - 作詞：デーモン小暮、作曲：エース清水、編曲：松崎雄一
2. MR.GOLDEN LAND
  - 作詞：デーモン小暮、作曲：Sgt. ルーク篁III世、編曲：松崎雄一

### 赤い玉の伝説（リマスター・ヴァージョン）
1. 赤い玉の伝説（リマスター・ヴァージョン）
  - 作詞：デーモン小暮、作曲：エース清水、編曲：松崎雄一
2. CYBER MEGA MIX B.D.3
寺田創一により、聖飢魔IIのソニー在籍時代の曲がリミックスされた楽曲。
3. 君が代は千代に八千代の物語 (LIVE TAKE)
  - 作詞：デーモン小暮、作曲：Sgt. ルーク篁III世、編曲：松崎雄一

ライブ音源。